# (10233) Le Creusot
(10233) Le Creusot est un astéroïde de la ceinture principale.

## Description
(10233) Le Creusot est un astéroïde de la ceinture principale. Il fut découvert par Jean-Claude Merlin le 5 décembre 1997 au Creusot. Il présente une orbite caractérisée par un demi-grand axe de 2,72 UA, une excentricité de 0,089 et une inclinaison de 2,58° par rapport à l'écliptique.
Il fut nommé d'après la ville du Creusot, en France.

## Compléments